# Массовые убийства в Индонезии 1965—1966 годов
Массовые убийства в Индонезии 1965—1966 годов (индон. Pembantaian di Indonesia 1965–1966), геноцид в Индонезии — антикоммунистические политические репрессии в Индонезии, развернувшиеся в период после неудачной попытки государственного переворота 30 сентября. Согласно наиболее распространённым оценкам, число жертв составило более полумиллиона убитых и около миллиона попавших в тюрьму. При этом, репрессии были также направлены против этнических китайцев, поскольку многие организации китайцев рассматривались как прокоммунистические. Репрессии были ключевым моментом перехода к «Новому порядку»; Коммунистическая партия Индонезии (КПИ — индон. Partai Komunis Indonesia, PKI) была уничтожена как политическая сила, последующие события привели к отстранению от власти президента Сукарно и к началу тридцатилетней диктатуры Сухарто. В результате этой чистки все лица, являвшиеся членами КПИ либо подозреваемые в сочувствии коммунистам, были изгнаны из Вооружённых сил и с государственной службы, лишены политических прав, а сама компартия в марте 1966 года запрещена законом.
Резня началась в столице страны Джакарте, вскоре после провала попытки переворота в октябре 1965 года, и вскоре распространилась по Центральной Яве, Восточной Яве и Бали. В расправе над действительными и предполагаемыми коммунистами участвовали десятки тысяч людей. Наибольшего размаха убийства достигли в регионах, где КПИ традиционно пользовалась наибольшим влиянием — в Центральной Яве, в Восточной Яве, на Бали и в Северной Суматре.
Политическая концепция первого президента Сукарно «Насаком» (национализм, религия, коммунизм) была отменена. Самый существенный оплот его поддержки, Коммунистическая партия Индонезии, была эффективно устранена его другими двумя бывшими союзниками — армией и политическим исламом; армия стала на путь практически тотальной власти. В марте 1967 года Сукарно был окончательно лишён власти Временным парламентом Индонезии, и Сухарто провозглашён «действующим президентом». В марте 1968 года Сухарто был формально избран президентом.

## Фон событий
Поддержка президентства Сукарно и его концепции «направляемой демократии» зависела от его идеи «Насаком» — коалиции между вооружёнными силами, религиозными группами и коммунистами. Повышение влияния и увеличивающаяся воинственность КПИ, и поддержка подобной тенденции со стороны Сукарно, вызывали серьёзное беспокойство в среде исламистов и в вооружённых силах, уже в начале и середине 1960-х годов. Резко антикоммунистически были настроены мусульманские массовые движения Нахдатул Улама, Мухаммадия, Учащиеся мусульмане Индонезии, Ассоциация мусульманских студентов. В Джакарте и Джокьякарте активно действовало антикоммунистическое подполье KASBUL, организованное иезуитом Йоопом Беком из студентов-католиков, активистов PMKRI. В октябре 1959 года генерал Насутион создал массовое антикоммунистическое молодёжное движение Юность Панча Сила.
Индонезийская компартия была третьей по численности коммунистической партией в мире, с приблизительно 300 000 активистов и с количеством членов партии, доходившим до двух миллионов. Самые решительные усилия коммунистов ускорить земельную реформу вызвали ненависть среди крупных землевладельцев и угрожали социальному положению исламских клерикалов. Привилегированное положение компартии в политическом аппарате «направляемой демократии», административный произвол коммунистических функционеров, установление партийного контроля над рядом экономических активов (в частности, государственной нефтяной компанией) также вызывали массовое недовольство и протесты. Направление в армейские части левоориентированных политкомиссаров и исходившие от министра иностранных дел Субандрио призывы к расправе над «неблагонадёжными» военачальниками (август 1965) были восприняты командованием сухопутных войск как фактическое объявление войны. Наконец, внешнеполитический курс Субандрио и КПИ предполагал тесное сближение с КНР, что усиливало в массах одновременно антикитайские и антикоммунистические настроения.
Вечером 30 сентября и 1 октября 1965 года шесть генералов были убиты группой, которая назвала себя «Движение 30 сентября». Так как большинство главных военачальников Индонезии были мертвы или пропали без вести, Сухарто, как один из самых старших генералов, взял на следующее утро командование армией на себя. К 2 октября он твёрдо контролировал столицу и объявил, что переворот потерпел неудачу. Вооружённые силы возложили ответственность за попытку переворота на своих заклятых врагов — КПИ.
5 октября, в день похорон генералов, военные развернули пропагандистскую кампанию, обвиняя в перевороте коммунистов. Подобные акции стали разворачиваться в других городах. Газеты также называли виновниками коммунистов. Опровержения со стороны КПИ не возымели практически никакого эффекта.

## Политическая чистка
Хунта военных удалила со своих постов всех тех чиновников и военачальников, которые подозревались в сочувствии КПИ. Парламент и кабинет министров были очищены от лояльных Сукарно людей. Лидеры КПИ были немедленно арестованы, многие из них были вскоре казнены. Армейские лидеры организовывали антикоммунистические демонстрации в Джакарте, во время одной из них, 8 октября, был сожжён дотла Джакартский штаб КПИ. В Джакарте и на Западной Яве, было арестовано более 10 000 активистов КПИ, включая знаменитого писателя-романиста Прамудья.
Основными силами антикоммунистической чистки являлись:
- Национальная армия Индонезии, прежде всего парашютно-десантное подразделение RPKAD под командованием полковника Сарво Эдди;
- мусульманский Координационный центр по разгрому контрреволюционного движения 30 сентября во главе с предпринимателем Субханом ЗЭ;
- молодёжные организации КАМИ (студенты, лидер Космас Батубара), КАППИ (школьники, лидеры Джулиус Усман, Хюсни Тамрин), KAWI (девушки), KABI (рабочие), KATI (крестьяне), KAPNI (предприниматели), KAGI (учителя), KASI (университетские выпускники);
- движение Молодёжь Панчасила;
- другие группы боевиков, созданные на основе мусульманских, католических, индуистских и националистических организаций.

Общая программа была сформулирована активистами КАМИ как Три народных требования — Tri Tuntutan Rakyat (TRITURA):
- запрещение коммунистической партии, всех связанных с ней организаций и идеологии марксизма-ленинизма;
- изгнание коммунистов и их сторонников из всех органов власти;
- снижение цен на товары массового спроса, прежде всего на продовольствие и одежду.

Первые жертвы произошли во время организованных столкновений между армией и КПИ, на стороне последних также выступили некоторые солдаты и офицеры, сочувствующие коммунизму. Например, большая часть Морского корпуса, Воздушных сил, и Бригады полиции ([Brimoh]) была на стороне КПИ. В начале октября силы Стратегического командования (подчинённые Сухарто войска — KOSTRAD) и силы PRKAD во главе с Сарво Эдди вошли в Центральную Яву, область с сильными коммунистическими позициями, в то время как войска, в чьей лояльности хунта сомневалась, были распущены.
Самые первые бои в горной местности Центральной Явы, казалось, могли дать КПИ шанс на долгое сопротивление с возможностью установить конкурирующий режим в этих областях. Однако большинство командующих в армии коммунистов прекратили борьбу, как только к противнику прибыли первые силы подкрепления, хотя некоторые, как генерал Супарджо, вели бои в течение ещё нескольких недель.
По мере установления президентства Сухарто продолжались аресты членов КПИ, за которыми обычно следовали немедленные казни. В начале октября, председатель КПИ Ди́па Нусанта́ра А́йдит бежал в Центральную Яву, однако был пойман и расстрелян 22 ноября. Второй заместитель председателя ЦК КПИ Ньото был расстрелян 6 ноября (приблизительно). Первый заместитель председателя ЦК КПИ М. Х. Лукман был казнён вскоре после этого.

## Убийства
Убийства начались в октябре 1965 Года в Джакарте, и распространились по Центральной и Восточной Яве и позже на Бали, меньшие вспышки произошли на других островах, включая Суматру. Самая массовая резня происходила в Центральной и Восточной Яве, где поддержка КПИ была самой массовой. Роль армии в каждом конкретном случае убийств и погромов неясна. В некоторых областях армия прямо организовывала и поощряла убийства, и снабжала оружием местные добровольные группы убийц и погромщиков. В других областях, самостоятельное линчевание происходило ещё до участия армии, хотя в большинстве случаев убийства всё же не начинались прежде, чем воинские части не санкционировали насилие инструкцией или примером. Таким образом, участие армии в уничтожении коммунистов на первой стадии чисток очевидно. К концу октября группы набожных мусульман присоединились к чисткам коммунистов, их лидеры требовали этого, считая это обязанностью мусульман — очистить Индонезию от атеизма. В Джакарте заметную роль в антикоммунистической чистке играла студенческая организация KAMI и аффилированные с ней структуры.
В некоторых областях гражданские погромщики и армия знали, где найти известных коммунистов и сочувствующих им, в то время как в других районах армия требовала списки коммунистов от деревенских глав. Так как членство КПИ не было секретным, большинство коммунистов было легко опознано и найдено в пределах их места жительства. Посольство США в Джакарте также снабдило индонезийские вооружённые силы списком из 5000 коммунистов. Однако, стоит отметить, не все жертвы были членами КПИ, или хотя бы идеологическими коммунистами. Часто ярлык «КПИ» использовался, чтобы расстрелять человека, чьи убеждения были всего лишь более левыми по отношению к Национальной партии Индонезии (PNI). В других ситуациях жертвами становились просто «предполагаемые» коммунисты.
Методы убийства включали расстрелы, а также казни с отрубанием голов мечами, похожими на меч самураев. Трупы часто выбрасывались в реки, и однажды чиновники жаловались армии, что реки в городе Сурабая были забиты телами. В области Kediri, в Восточной Яве, члены Ansor (молодёжного крыла правой организации Нахдатул Улама) выстроили местных коммунистов в шеренгу, перерезали им горло и сбросили в реку. В некоторых случаях уничтожали жителей целых деревень, дома убитых или интернированных разграблялись или передавались в распоряжение вооружённых сил.
В некоторых областях убивались китайцы, под предлогом связи КПИ с Китаем. На островах Нуса Тенгарра (Nusa Tenggara), с преобладающим христианским населением, христианское духовенство и учителя также пострадали от рук исламистской молодёжи.
Хотя периодические и изолированные вспышки погромов продолжались вплоть до 1969 года, основные события чистки в значительной степени спали к марту 1966 года, когда у линчевателей физически стал сокращаться список подозреваемых, а власти решили, что достигли своей цели, и стали сворачивать пропаганду. Жители района реки Соло сказали, что исключительно большое наводнение в марте 1966 года рассматривалось мистически настроенными яванцами, как сигнал к прекращению насилия и убийств.

### Ява
На Яве армия поощряла местных сантриев («santri» — более набожных и ортодоксальных мусульман) искать членов КПИ среди «абанганов» (менее ортодоксальных мусульман). Но убийствам подверглись не только члены КПИ. Жертвами расправ становились и «подозреваемые» в членстве в компартии, и участники разных конфликтов, никаким образом не связанных с политикой. Антикоммунистические убийства были часто спровоцированы молодыми людьми, которым помогала армия.
Группа мусульман Мухаммадия объявила в начале ноября 1965 года, что истребление коммунистов — священная война; это заявление было поддержано другими исламскими группами на Яве и Суматре. Для многих молодых людей убийство коммунистов стало религиозной обязанностью. Аналогично, христианские (римско-католические) студенты в области Джокьякарта в одну из ночей вышли из своих общежитий, чтобы присоединиться к убийству арестованных коммунистов, нагруженных в несколько грузовиков.
Хотя в большей части страны убийства стали прекращаться в первых месяцах 1966 года, в отдельных частях Восточной Явы убийства продолжались в течение многих лет. В Блитаре поднялось партизанское движение из выживших членов КПИ, просуществовавшее до 1968 года. Мистик Мба Суро и приверженцы его коммунистической мистики организовали армию; но Суро и восемьдесят его последователей были также уничтожены индонезийской армией.

### Бали
На острове Бали данные события рассматривались в свете местных социальных и кастовых делений — как конфликт между сторонниками традиционной балийской кастовой системы и теми, кто отклоняется от этих традиционных «ценностей»; особенно большое количество последних находилось в рядах КПИ. Коммунисты публично обвинялись в разрушении культуры острова, местной религии, и живущие на острове Бали традиционалисты, как и подобные яванцы, были убеждены что необходимо разрушить влияние КПИ. В течение заключительных лет президентства Сукарно правительственные посты, фонды, и другие преимущества отошли к коммунистам Особенно сильную ненависть по отношению к коммунистам имели землевладельцы. Так как Бали — это единственный индуистский остров Индонезии, там не имели силы исламистские настроения, как на Яве, и главными линчевателями коммунистов стала высшая каста, в основном и состоящая из крупных землевладельцев. Главные индуистские священники призывали в том числе и к буквальным человеческим жертвам, которые удовлетворят духов и богов возмущённых прошлым кощунством и разрушением «правильного» порядка вещей. Живущий на острове Бали индуистский лидер, Ида Багус Ока, сказал: «не может быть сомнения, что враги нашей революции также злейшие враги религии, и должны быть уничтожены и разрушены до самых корней». Как и на части Восточной Явы, Бали охватили военные действия, поскольку коммунисты успели перегруппироваться.
Ситуация склонилась в пользу антикоммунистов в декабре 1965 года, когда армейский парашютно-десантно-диверсионный полк и солдаты Brawijaya прибыли в Бали, завершив зачистки на Яве. В отличие от Центральной Явы, где армия поощряла людей убивать коммунистов, на Бали рвение людей убивать было настолько большим и самопроизвольным, что, первоначально оказав линчевателям логистическую поддержку, армия в конечном счёте должна была вмешаться, чтобы предотвратить хаос. Ставленник Сукарно, губернатор Бали, Сутеджа (Sutedja), был освобождён от должности и обвинён в подготовке коммунистического восстания, он и его родственники были задержаны и убиты. Ряд убийств, подобных тем, что происходили в Центральной и Восточной Яве, с фашиствующей молодёжью в качестве исполнителей и подстрекателей, произошли и здесь. В течение нескольких месяцев батальоны смерти прошли через деревни, захватывая подозреваемых и убивая их. Сотни зданий, принадлежащих коммунистам и их родственникам, были сожжены дотла в течение одной недели «крестового похода». Только в период основной карательной операции было убито 50 000 человек, включая женщин и детей. Население некоторых деревень сократилось вдвое в течение нескольких последних месяцев 1965 года. Все китайские магазины в городах Сингараджа и Денпасар были разрушены, и их владельцы убиты по подозрению в материальной помощи коммунистам. Между декабрём 1965 года и в началом 1966 года приблизительно 80000 человек было убито, то есть примерно 5 % населения острова в то время, что пропорционально больше, чем где-нибудь ещё в Индонезии.

### Суматра
На Суматре коммунисты поддерживали движения сквоттеров (самозахват земли мелкими крестьянами) и кампании против иностранных фирм, чем вызвали репрессии в ходе событий. В Ачехе было убито 40 000 человек, а на всей Суматре около 200 000 человек. Региональные восстания конца 1950-х годов усложнили события на Суматре, так, многие из прежних мятежников были вынуждены присоединиться к коммунистическим организациям, чтобы доказать лояльность Индонезийской республике. Подавление восстаний 1950-х годов было расценено многими суматранцами как «яванская оккупация», а данная резня, соответственно — как «освобождение». В Лампунге другим фактором погромов была иммиграция яванцев.
В Северной Суматре, особенно в Медане, ведущую роль в убийствах играли боевики организации «Юность Панча Сила» во главе с криминальным авторитетом Эффенди Насутионом, среди которых было много молодых люмпенов и гангстеров-преманов. Особой жестокостью отличалась меданская группировка Анвара Конго.

### Калимантан
На Западном Калимантане, спустя приблизительно восемнадцать месяцев после кульминации массовых убийств на Яве, местные даяки выслали 45 000 этнических китайцев из сельских районов, убив примерно 5000 человек. Китайцы отказались сопротивляться депортации (при том, что ранее китайцы боролись против голландского правления в Индонезии), так как они считали себя «гостем на земле других людей», прибыв только с намерением вести торговлю.

## Масштабы убийств и арестов
Хотя общая схема событий известна, об убийствах информация недостаточна, и точные и проверенные цифры о жертвах террора вряд ли когда-либо будут известны. В то время в Индонезии находилось мало иностранных журналистов, путешествие было трудным и опасным, и режим, который осуществлял или спокойно наблюдал за убийствами, оставался у власти в течение трёх десятилетий. Местная пресса также была под абсолютной цензурой в таких вопросах. Политические круги западных стран во времена холодной войны также предпочитали не поднимать тему; к тому же, «новый порядок» Сухарто их устраивал больше, нежели «старый порядок» Сукарно.
За первые 20 лет после убийств были предприняты тридцать девять оценок количества убитых. Ещё прежде, чем убийства закончились, армия выпустила свои цифры — 78 500 погибших, основные жертвы террора — коммунисты — оценили количество убитых в 2 миллиона человек. В 1966 году Бенедикт Андерсон оценил количество убитых в 200 000 человек, в 1985 году изменил число на 500 000—1 000 000 человек. Большинство учёных соглашается, что, по крайней мере, полмиллиона человек было убито, что больше, чем в любой другой момент в индонезийской истории. Другая оценка вооружённых сил, опубликованная в декабре 1976 года — 450 000—500 000 человек.
Аресты и заключение продолжались в течение десяти лет после чистки. В 1977 году организация Amnesty International предложила что «приблизительно один миллион» членов КПИ и других, опознанных или подозреваемых в причастности в компартии людей, были арестованы. Между 1981 и 1990 годами, индонезийское правительство оценило, что число заключённых было между 1,6 и 1,8 миллионов человек. Возможно, что в середине 1970-х до 100 000 человек были всё ещё заключены в тюрьме без суда. Также есть цифры, что всего 1,5 миллиона человек прошли через тюрьмы в связи с теми событиями. Выжившие и не арестованные члены КПИ уходили в подполье или пытались скрыть своё прошлое. Поскольку арестованные, часто под пыткой, выдавали имена подпольных коммунистов, число заключённых в тюрьму выросло в период 1966-68 годов. Выпущенные часто помещались под домашний арест и должны были регулярно сообщать вооружённым силам о своём местонахождении; им, а также их детям было запрещено занимать государственные посты.
Многие из подозреваемых коммунистов были застрелены, обезглавлены, задушены, или убиты перерезанием горла, военными или исламскими группами. Убийства были в основном спешными, «лицом к лицу», в отличие от механических процессов убийств при режиме «красных кхмеров» в Камбодже, или в нацистской Германии.
Последний всплеск антикоммунистического террора в Индонезии пришёлся на весну—лето 1985 года, когда были расстреляны видные деятели КПИ Мохамад Мунир, Джоко Унтунг, Гато Лестарио и Рустомо, находившиеся в заключении с 1968 года.

## Результаты
Идеи «Насакома» (национализм, религия, коммунизм) были отменены. Опора Сукарно, активисты КПИ, были эффективно устранены от власти, в основном просто уничтожены, элиты стали формироваться из военных и исламистов. Многие из влиятельных мусульман стали противниками Сукарно, и к началу 1966 года Сухарто начал открыто бросать вызов Сукарно — политика, на которую ранее не решались армейские лидеры. Сукарно пытался цепляться за власть и смягчить растущее влияние армии, хотя и не стал окончательно предавать своих союзников-коммунистов и обвинять КПИ в госперевороте, как требовал от него Сухарто. 1 февраля 1966 года Сукарно повысил Сухарто до чина генерал-лейтенанта. Декрет от 11 марта 1966 передал большую часть власти Сукарно над парламентом и армией Сухарто, с тем предлогом, «чтобы навести порядок». 12 марта 1967 года Сукарно был лишён всех остатков власти временным Парламентом Индонезии, и Сухарто был назначен «действующим (то есть временным) президентом». 21 марта 1968 года Переходное Собрание Представителей Народов формально избрало Сухарто президентом.
Массовые убийства совершенно не упоминаются большинством индонезийских историков, и получили совсем небольшой анализ индонезийскими и иностранными исследователями. Однако после принудительной отставки Сухарто в 1998 году и его смерти в 2008 году, исследователям репрессий удалось добиться некоторого уровня открытости о том, что действительно случилось в Индонезии, и появилась некоторая общественная дискуссия по поводу событий.
В 1998 году появилась небольшая группа поисковиков — искателей братских могил, в основном состоящая из оставшихся в живых жертв и их родственников, хотя масштаб их работы невелик. Более чем три десятилетия спустя, массовые репрессии по-прежнему являются острым вопросом, и в Индонезии остаются многочисленные препятствия для анализа событий. Фильм «Год опасной жизни», основанный на событиях, происходящих накануне резни, был запрещён в Индонезии до 1999 года.
Глубокие исследования и объяснения масштаба и безумства насилия редки, так как бросают вызов учёным практически всех идеологических школ. Одно из объяснений массового взрыва насилия — то, что демократия была навязана обществу, и что такие изменения были культурно неподходящими или излишне скорыми. Контрастирующее представление — то, что Сукарно и вооружённые силы заменяли демократический процесс авторитаризмом. Ещё одно мнение о причинах — то, что Сукарно смешивал три элиты с конкурирующими интересами (армию, политический ислам и коммунизм), что не могло не привести к конфликтам и насилию. К моменту переворота 30 сентября методы решения подобных конфликтов окончательно сломались, и группы воинствующих мусульман и вооружённые силы приняли по отношению к коммунистам последнюю оставшуюся политику «мы их или они нас».

## Иностранная причастность и реакция
Американское правительство США, по некоторым сообщениям, передавало индонезийской армии списки высокопоставленных должностных лиц, которых оно считало нужным уничтожить. Это, впрочем, отрицало и американское правительство, и Центральное разведывательное управление. Однако Брэдли Симпсон, директор Проекта Документации Индонезии и Восточного Тимора в Архиве Национальной безопасности утверждает, что «Соединённые Штаты были непосредственно вовлечены до такой степени, что они предоставляли индонезийским Вооружённым силам помощь, чтобы те преуспели в массовых убийствах».
Американский министр обороны Роберт Макнамара информировал президента Линдона Джонсона, что военные программы помощи Индонезии, особенно в течение эры Сукарно, «значительно поспособствовали проамериканской ориентации армии и настроили её против КПИ». Австралийский премьер-министр Гарольд Холт прокомментировал эти события в «Нью-Йорк Таймс» от 6 июля 1966 г. таким образом: «от 50 0000 до одного миллиона приконченных коммунистов… Я думаю, что можно предположить, что переориентация произошла».
Западные правительства и большая часть СМИ Запада предпочли Сухарто и его «Новый порядок» более левому «Старому порядку» и КПИ, грозившему возможностью превращения страны в социалистическое государство.

## События после отставки Сухарто
После падения режима Сухарто в 1998 году индонезийский парламент организовал Комиссию Правды и Согласования, чтобы проанализировать массовые убийства, но её работа была приостановлена индонезийским Верховным судом. Научная конференция относительно массовых убийств была проведена в Сингапуре в 2009 году.
В мае 2009 года, в примерно то же самое время, когда шла Сингапурская конференция, вышла работа Натаниэля Мера «Конструктивное кровопролитие в Индонезии: США, Великобритания и индонезийские убийства 1965-66» — исследование масштаба резни и её моральной поддержки Западом.
Убийства тех лет практически не упоминаются в индонезийских учебниках истории. Те немногие авторы, которые на это решаются, изображают убийства как «патриотическую кампанию», с масштабом жертв не более чем в 80 тыс. смертельных случаев. В 2004 году учебники были несколько изменены, включив те события, но подобный учебный план был отменён уже в 2006 году, после протестов военных и исламских групп. Учебники с критическим анализом массовых убийств в конечном итоге сожгли по постановлению генерального прокурора Индонезии.
Попытки либеральных и левоцентристских сил пересмотреть оценку событий 1965—1966 годов наталкиваются на жёсткое противодействие армейских и правомусульманских кругов. Самую жёсткую позицию занимают Антикоммунистический альянс и Антикоммунистический фронт Индонезии (FAKI), практикующий насилие против такого рода мероприятий. Основателем и лидером FAKI является Бурхануддин ЗР, в молодости правомусульманский боевик, активный участник резни 1965—1966 годов.

## Отражение в искусстве
В годы правительства Сухарто, официальную точку зрения на данные события излагала пропагандистская картина «Предательство Д30С/КПИ».
В настоящее время, видной картиной о тех днях являются документальные фильмы Джошуа Оппенхаймера «Акт убийства» и «Взгляд тишины», всколыхнувшие индонезийскую и мировую общественность откровенностью настоящих участников убийств.
Фильм «Год опасной жизни» (Австралия, 1982) основан на событиях, происходящих накануне резни.